# Црква Светог деспота Стефана Лазаревића на Авали
Црква Светог деспота Стефана Лазаревића на Авали, подигнута је 2017. године као црква брвнара у непосредној близини Споменика Незнаном јунаку и Авалског торња. 
Црква је, као први храм који је посвећен Светом деспоту Стефану Лазаревићу на територији града Београда, подигнута у периоду од 2015. до 2017. године. Патријарх српски Иринеј је 3. јуна 2015. године служио чин освећења места за темеље цркве, а на Бадњи дан, 6. јануара 2017. године освећени су крстови и постављени на кров.
Цркву брвнару пројектовао је ђакон Мирослав Николић, а уз цркву саграђена је и звонара, палионица свећа и продавница сувенира.